# Meganoton clossi
Meganoton clossi is een vlinder uit de familie van de pijlstaarten (Sphingidae). De wetenschappelijke naam van de soort is voor het eerst geldig gepubliceerd in 1924 door Bruno Gehlen.